# 長生郡市
長生郡市（ちょうせいぐんし）とは、千葉県東部にある茂原市と長生郡5町1村の総称。

## 概要
その全域がかつて長生郡に属していた茂原市と、現在も同郡に属する一宮町、白子町、長南町、長柄町、睦沢町、長生村の6町村からなる。7市町村は長生郡市広域市町村圏組合を構成している。
長生郡市は平成の大合併の時期、全域での合併を目指して合併協議会を設立していた時期があるが、2008年（平成20年）に合併協議会は解散となり、7市町村とも合併を経ず現在に至っている。